# 茹拉夫尼基 (沃倫州)
50°25′40″N 24°40′58″E / 50.42778°N 24.68278°E

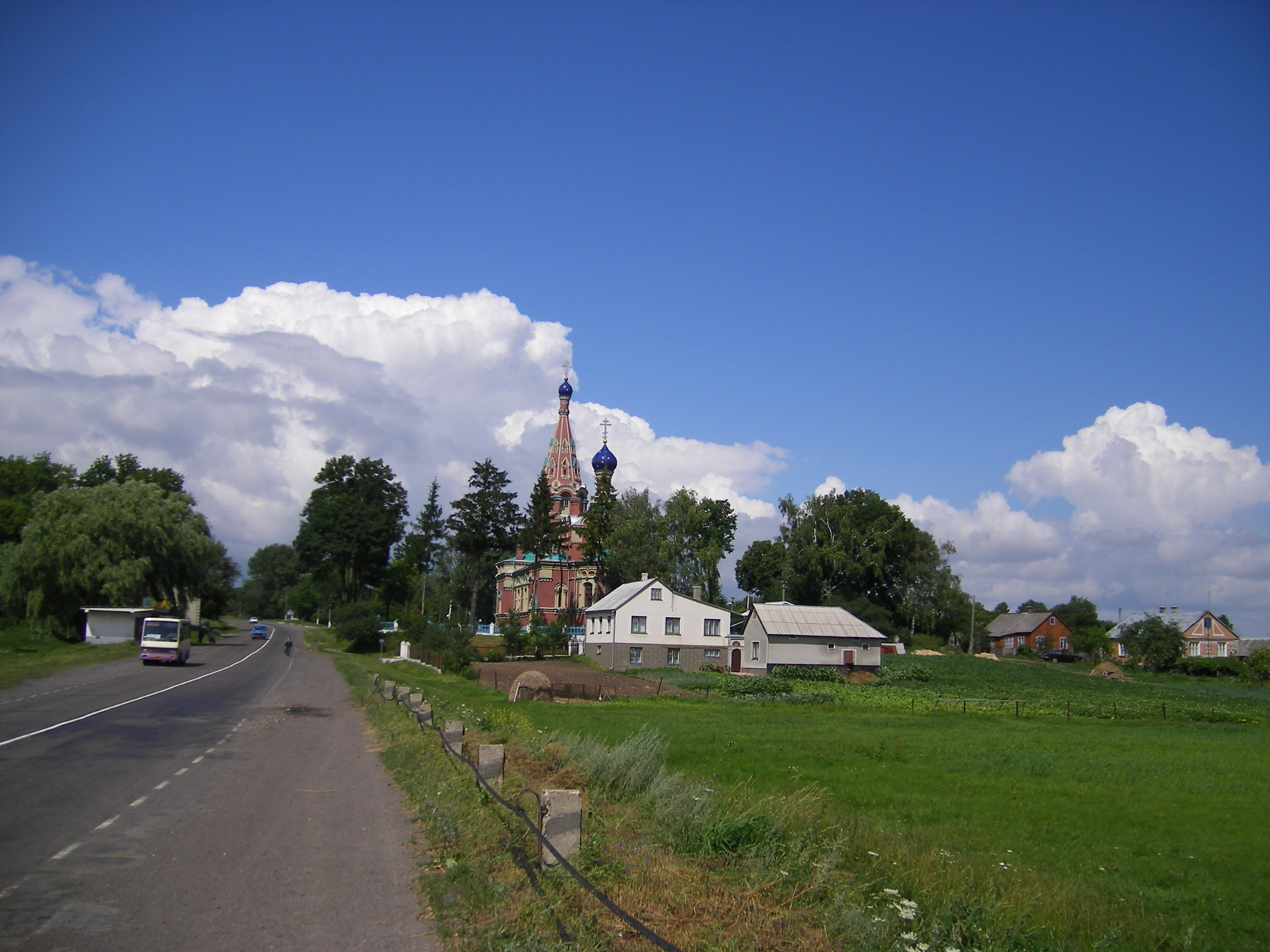

茹拉夫尼基（羅馬化：Zhuravnyky）是烏克蘭的村落，位於該國西部沃倫州，由盧茨克區負責管轄，始建於1570年，面積16.3平方公里，海拔高度207米，2001年人口842，人口密度每平方公里51.66人。